# Coccoloba nervosa
Coccoloba nervosa är en slideväxtart som beskrevs av Brother Alain. Coccoloba nervosa ingår i släktet Coccoloba och familjen slideväxter. Inga underarter finns listade i Catalogue of Life.